# Shavit

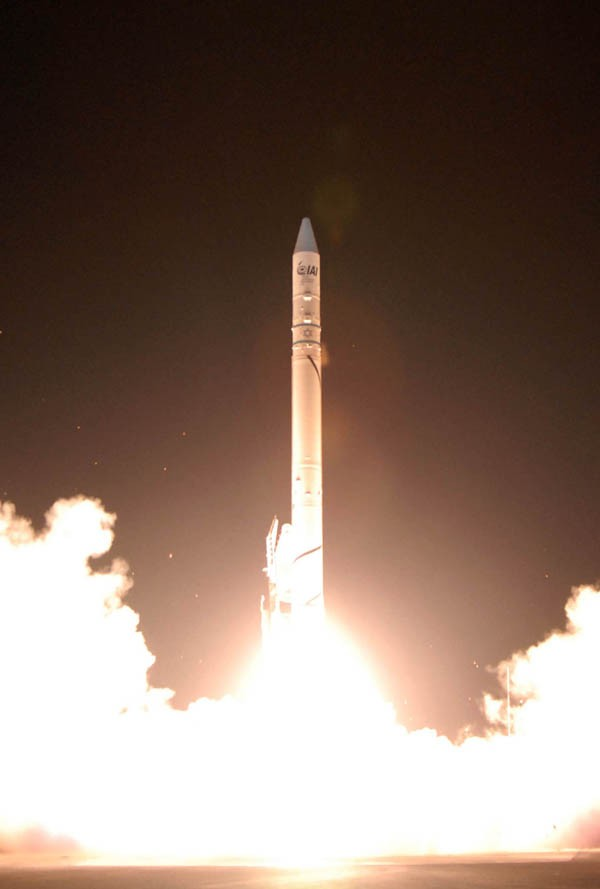
Shavit lansând satelitul de spionaj Ofeq-7

Shavit (ebraică: "cometă" - שביט) sau RSA-3 este o rachetă spațială produsă de Israel și Africa de Sud pentru a lansa sateliți de mici dimensiuni pe orbita terestră joasă.